# Мухаммедходжа
Мухаммедходжа — 2-й хан Ташкентского государства с 1801 по 1805 год, сын Юнусходжи.
Принадлежал роду Ходжи, потомков Шейхантаура.
Взошёл на трон после смерти своего отца в 1801 году (1215 году по хиджре) от туберкулёза, (который прогрессировал от пристрастия к курению банга).
Мухаммедходжа, ставший правителем, из боязни потерять власть занимается организацией убийства Ханходжи, — своего брата, который командовал крепостью Ниязбек. Между тем кокандская угроза становилась всё более серьёзной: за 3 года правления Мухамедходжи произошли четыре вторжения. Их удалось отбить высокой ценой: в городе царили сильнейший голод и дороговизна.
В 1805 году, после смерти Мухаммедходжи, ханом стал другой сын Юнусходжи — Султанходжа, при котором продолжилась кровопролитная борьба с Кокандом.
Братья: Султанходжа, Ханходжа, Хамидходжа.